# Tectaria sagenioides
Tectaria sagenioides är en ormbunkeart som först beskrevs av Georg Heinrich Mettenius, och fick sitt nu gällande namn av Maarten J.M. Christenhusz. Tectaria sagenioides ingår i släktet Tectaria och familjen Tectariaceae. Inga underarter finns listade.